# Ectropis petrozona
Ectropis petrozona är en fjärilsart som beskrevs av Oswald Beltram Lower 1900. Ectropis petrozona ingår i släktet Ectropis och familjen mätare. Inga underarter finns listade i Catalogue of Life.